# Alt News
Alt News — индийское СМИ, некоммерческий сайт, созданный для проверки фактов в публикациях других СМИ, основанный и управляемый бывшим инженером-программистом Пратиком Синха (англ. Pratik Sinha) и Мухаммедом Зубаиром.
Сайт Alt News создан 9 февраля 2017 года для борьбы с феноменом фейковых новостей . До апреля 2020 года Alt News был партнером Международной сети фактчекинга.

## История
Компания Alt News была основана в индийском городе Ахмедабаде Пратиком Синха, бывшим инженером-программистом и сыном физика, юриста и правозащитника Мукула Синхи, основателя и президента Jan Sangharsh Manch.
Когда Пратик Синха стал работать в Индии со своими родителями-активистами, он заинтересовался разоблачением фейковых новостей. Он следил за ростом количества фейковых новостей еще в 2013 году. В 2016 году Пратик осознал влияние социальных сетей после того случая, когда четверых мальчиков из касты неприкасаемых выпороли за то, что они сняли шкуру с мертвой коровы в  индийском городе Уне (штат Гуджарат). Тогда он ушел с должности инженера-программиста-фрилансера, а в следующем году основал компанию Alt News.
В 2017 году Пратик Синха был приглашен на саммит Google NewsLab в Азиатско-Тихоокеанском регионе, где обсуждались возможные решения проблемы фейковых новостей. С момента запуска своего сайта он получал требования прекратить публиковать разоблачения с угрозами убийства с.

## Описание
Редакция Alt News отслеживает дезинформацию, в первую очередь выявляя вирусные новости. Её сотрудники используют CrowdTangle (инструмент Facebook, который издатели используют для отслеживания распространения контента в Интернете), для мониторинга страниц Facebook, которые в какой-то момент в прошлом распространяли дезинформацию и находятся на каждой стороне идеологического спектра. Ещё они используют TweetDeck (инструмент Twitter), чтобы аналогичным образом отслеживать контент в Twitter, публикуемый людьми, про которых известно, что они часто публикуют дезинформацию в Твиттере. Они также отслеживают несколько групп WhatsApp, в которые им удалось проникнуть, и получают контент от пользователей, которые предупреждают их о фэйках в социальных сетях и WhatsApp.

## Популярные работы
Alt News опознала людей, управляющих индуистским сайтом правого толка DainikBharat.org. Синха продемонстрировал, что видео, на котором якобы индуистского мужчину линчевали мусульмане в Бихаре, на самом деле было снято в Бангладеше. Он также разоблачил адвоката из Дели Прашанта Пателя, который скомпилировал множество фейковых новостей в своем аккаунте в Twitter. Он также показал, что видео, на котором якобы изображена девушка марвари, вышедшая замуж за мусульманина, сожженную заживо за то, что она не носила паранджу, было из гватемалы. По информации BBC, июньское 2017 года сообщение Alt News, раскрывшее, что Министерство внутренних дел Индии использовало фотографию испано-марокканской границы, чтобы заявить, что оно установило прожекторы на границах Индии, привело к тому, что министерство было высмеяно в Интернете.
Синха составил список из более чем 40 источников, которые он называет фальшивыми новостями, большинство из которых, по его словам, поддерживают взгляды правых.
Команда Alt News написала книгу под названием «Индия дезинформированная: правдивая история» (англ. India Misinformed: The True Story), опубликованная издательством HarperCollins в марте 2019 года. Книга была «предварительно одобрена» Арундати Роем.

## Противостояние
7 августа 2020 года соучредитель Мохаммед Зубайр ответил на враждебное сообщение от пользователя Твиттера твитом, содержащим версию изображения профиля пользователя, изображающую мужчину и размытое лицо девушки. В своем твите Зубайр спросил пользователя: «Знает ли ваша симпатичная внучка о вашей работе неполный рабочий день, когда вы оскорбляете людей в социальных сетях? Предлагаю вам сменить аватарку». «Форум за права коренных народов — Северо-Восточная Индия» подал жалобу на твит в Национальную комиссию по защите прав ребенка, которая 8 августа передала жалобу в полицию Дели и обвинила Зубайра в «преследовании и пытках» девушки. 7 сентября полиция Дели и полиция Райпура подали первые информационные отчёты (FIR) против Зубайра и двух других аккаунтов в Твиттере, которые поддерживали его. Зубайр назвал жалобу «абсолютно несерьезной» и указал, что подготовит юридический ответ. Синха счел эти FIR «формой давления» со стороны правительства Индии в ответ на проведенную Alt News публикацию фактов о дезинформации и отметил, что пользователь, которому так ответил Зубайр, ранее уже атаковал Зубайра в Твиттере. Некоторые пользователи Twitter ответили хэштегом #IStandWithZubair в поддержку Зубайра и задались вопросом, не из-за его ли мусульманской идентичности его преследуют. Верхвный суд Дели9 сентября 2020 года приказал полиции Дели воздерживаться от «принудительных действий» против Зубайра во время проведения расследования.